# 허은아
허은아(許垠娥, 1972년 5월 26일~)는 대한민국의 정치인이다. 제21대 국회의원을 지냈으며 제2대 개혁신당 당대표 재임중 정당 역사상 최초로 실시된 당원소환제 투표를 통해 대표직에서 해임되었다.

## 생애

### 이미지 전략가로서의 활동
1993년~1998년 대한항공 승무원으로 5년간 근무했다. 허리디스크 때문에 대한항공에서 퇴직한 후, 1999년 이미지 컨설팅 업체 '예라고'를 설립해 20년 이상 브랜드 이미지를 연구해왔다.

### 정계 입문과 정치 활동
2020년 1월 23일 자유한국당의 외부 인재로 영입되었다. 그리고 2020년 4월 15일 제21대 국회의원 선거에서 미래통합당(현재의 국민의힘의 전신)의 비례대표 위성정당인 미래한국당으로 이동, 비례대표 19번으로 당선되었다. 자유한국당에 인재로 영입되는 과정에서 처음엔 여러 번 거절했지만 당 지도부가 찾아와 “당의 때를 벗겨달라”고 설득한 뒤로 한국당의 변화 의지와 가능성을 보고 마음을 다잡았다. 그는 정치권에 입문하면서 이미지 전략 전문가로서 정체성과 본질을 바탕으로 보수의 이미지를 탈바꿈시키겠다는 포부를 밝히기도 했다.
제21대 총선에서는 미래한국당 선거대책위원회 홍보위원회 본부장으로 임명되었다. 기존의 딱딱한 이미지를 탈피해 세련된 영상미와 명확한 메시지를 기반으로 한 선거광고 캠페인, 당의 상징색을 활용한 ‘핑크챌린지’, 시각장애인 피아니스트 남예지 후보와 극지탐험가 출신인 남영호 후보의 ‘희망배달 핑크자전거 국토종단’ 등 다양한 홍보 아이디어를 당내 동료·지도부와 함께 기획하고 실행하면서 젊고 참신한 선거운동을 시도했다. 또한 총선 직전 불거진 더불어민주당 경기 안산단원을 김남국 후보의 ‘여성 비하’ 팟캐스트 논란에 대항해 미래한국당의 ‘진실된 성평등 확산 캠페인’을 전개했다.
국회의원 당선 후 동료 당선자들은 물론 낙선자들까지 어우르는 공부모임을 만들어 정치·정책을 공부하며 정치인으로서의 자질을 갖춰나갔다는 평가를 받았다. 특히 각계각층의 전문가들과 청년정치인들이 함께 모여 보수의 가치를 정립하고 매뉴얼을 정비해 보수의 이미지를 쇄신하고 사랑받고 신뢰받는 보수의 리더를 만드는 것을 최우선 과제로 삼았다.
2023년에 열린 국민의힘 제3차 전당대회에서는 이준석 전 대표의 지원을 받은 이른바 ‘천아용인’(천하람·허은아·김용태·이기인)의 일원으로 최고위원에 도전하였으나 실패하였다. 그 뒤 2023년 12월에 이준석 전 국민의힘 대표가 신당 창당 선언을 한 것을 계기로 개혁신당 합류를 선언했고, 2024년 1월 3일 국민의힘에서 탈당하였다. 이에 따라 비례대표가 선출된 정당을 탈당하면 의원직을 상실하는 국회법에 따라 의원직을 상실하였다.

### 개혁신당
2024년 1월 3일 국민의힘을 탈당하자마자 개혁신당에 입당했다. 제22대 국회의원 선거를 앞두고 영등포구 갑 선거구에 출마했으나, 3.78%의 득표율에 그쳐 3위로 낙선했다.
2024년 5월 19일에 치러진 개혁신당 전당대회를 통해 개혁신당의 제2대 대표로 선출되었다.
그러나 2024년 말에 개혁신당 지도부와 갈등을 빚어 2025년 1월 21일에 직무정지를 당했다. 그리고 2025년 1월 26일 정당 역사상 최초로 시행된 당원소환 투표를 통해 91.9% 찬성으로 대표로 선출된 지 8개월 만에 대표직에서 해임되었다. 이후 법원에 효력정지 가처분신청을 제기했으나 2월 7일 기각되었다. 다시 즉시항고를 제기했으나 이마저도 4월 8일 기각되면서 대표직 상실이 최종 확정되었다. 이에 따라 대표 권한 대행은 천하람 원내대표가 맡는다.

### 무소속
2025년 4월 23일, 일부 당원들과 함께 개혁신당을 탈당했다. 탈당 이후 무소속으로 제21대 대통령 출마를 선언했다. 그러나 무소속 후보가 출마하려면 5개 시도에서 3600명 이상 추천장을 받아야 하는데 그 추천장을 받는 과정에서 사문서 위조 의혹으로 최종등록하지 않아 출마하지 못했다.

### 더불어민주당
2025년 5월 26일 더불어민주당에 입당했다. 6월 16일, 이재명 정부의 국정기획위원회 기획분과위원으로 위촉되었다.

## 전과
음주운전으로 2006년 5월 5일 벌금 100만 원, 2009년 11월 5일 벌금 200만원, 도합 총 2회의 처벌을 받았다.
비판이 커지자 영등포경찰서로 찾아가 직접 운전면허증을 반납했다.

## 역대 선거 결과
|  | 33.84% |

|  | 3.78% |

## 소속 정당
| 소속 정당 | 소속 정당    | 소속 기간 | 비고      |
| --------- | ------------ | --------- | --------- |
|           | 자유한국당   | 2020      | 정계 입문 |
|           | 미래통합당   | 2020      | 합당      |
|           | 무소속       | 2020      | 탈당      |
|           | 미래한국당   | 2020      | 입당      |
|           | 미래통합당   | 2020      | 합당      |
|           | 국민의힘     | 2020~2024 | 당명 변경 |
|           | 무소속       | 2024      | 탈당      |
|           | 개혁신당     | 2024~2025 | 창당      |
|           | 무소속       | 2025      | 탈당      |
|           | 더불어민주당 | 2025~현재 | 입당      |

## 같이 보기
- 대한민국 제21대 국회의원 선거 미래한국당 후보 목록#비례대표